# Bergaris jacobsoni
Bergaris jacobsoni is een vlinder uit de familie van de Houtboorders (Cossidae). De wetenschappelijke naam van de soort is voor het eerst gepubliceerd in 1957 door Walter Karl Johann Roepke.
De soort komt voor in Indonesië (Sumatra, Siberut, Simeulue) en Borneo.